# Yogoïré Dougnon
Yogoïré Marie Dougnon est une femme politique malienne.

## Biographie
Elle est élue députée à l'Assemblée nationale dans le cercle de Koro aux élections législatives maliennes de 2020. L'Assemblée nationale est dissoute le 19 août 2020 après un coup d'État.